# Colangio-pancreatografia endoscopica retrograda

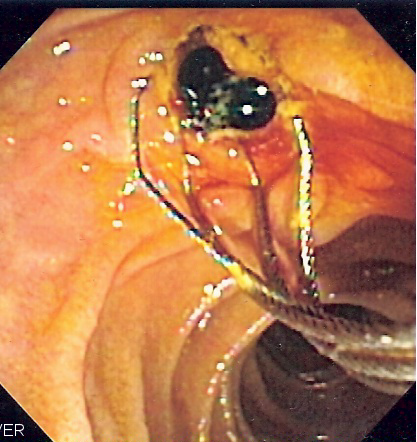
Immagine duodenoscopica di due calcoli dovuti a colelitiasi estratti dal coledoco dopo una sfinterotomia

La colangio-pancreatografia endoscopica retrograda (CPRE), in inglese Endoscopic retrograde cholangiopancreatography (ERCP), è la procedura endoscopica attraverso la quale si possono visualizzare le vie biliari e pancreatiche.
La tecnica consiste nella cannulazione della papilla di Vater (normale sbocco del dotto coledoco e del dotto di Wirsung) e nell'iniezione di mezzo di contrasto che viene visualizzato tramite una tecnica radiologica. Successivamente alla cannulazione e alla contrastografia, possono essere praticate sempre per via endoscopica tecniche terapeutiche quali la sfinterotomia (o papillotomia), la rimozione di calcoli, la protesizzazione o tecniche diagnostiche quali lo studio istologico o citologico dei dotti epatici o pancreatici.
La tecnica prevede l'utilizzo di endoscopi dedicati, chiamati duodenoscopi, la cui peculiarità è la visione laterale del lume intestinale (e non frontale come per i gastro- e colon-scopi).

## Preparazione all'esame
La preparazione all'esame consiste solo nel mantenere il paziente digiuno. Dopo l'esame è necessario porre particolare attenzione ad eventuali complicanze (sanguinamento, infezioni, pancreatite, perforazione del duodeno), attenendosi a quanto previsto dai protocolli vigenti.